# Jacques Daléchamps
Jacques Daléchamps ou D’Aléchamps, né en 1513 à Caen et mort le 1er mars 1588 à Lyon, est un médecin, botaniste, philologue, et naturaliste français. Il est célèbre pour sa traduction latine d’Athénée, enrichie de notes.

## Biographie
Il entre à l’université de Montpellier en 1545 et reçoit le titre de docteur en 1547. Il suit les cours de Guillaume Rondelet. Après avoir vécu quelques années à Grenoble et à Valence, il s’installe à Lyon en 1552. Dans cette ville, où il demeura jusqu'à sa mort, il exerce la médecine à l’hôtel-Dieu.

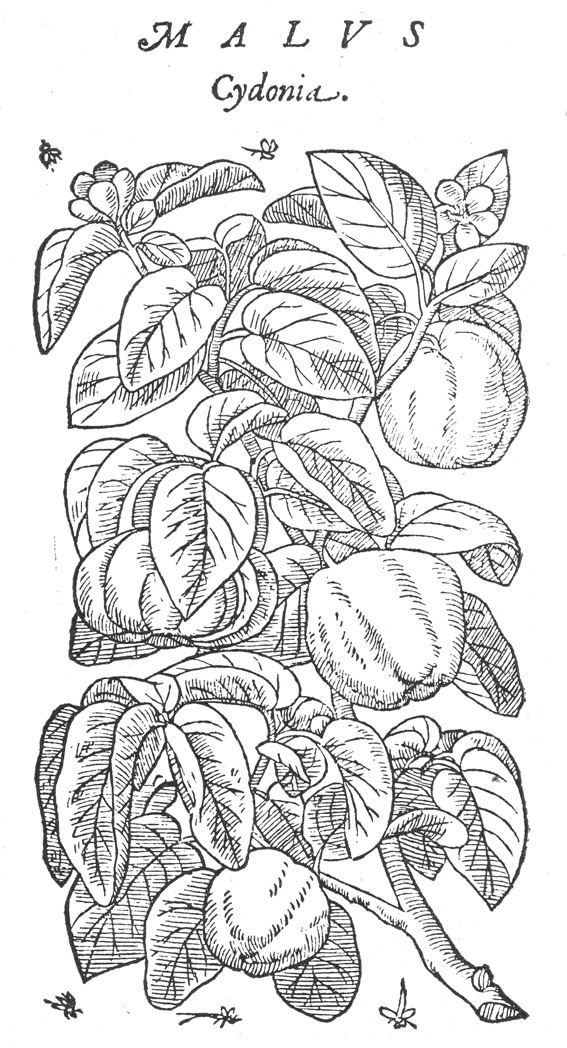
Illustration de Cydonia oblonga tirée d’Historia generalis Plantarum.

Son œuvre la plus importante est Historia generalis plantarum (1586), compilation de toutes les connaissances botaniques de son époque, qui est publiée à Lyon. Ce livre est parfois baptisé Historia plantarum Lugdunensis car il décrit la flore autour de la ville. Bien que seul son nom apparaisse sur la page de titre, il ne fait pas de doute que certaines parties sont de la plume de Jean Bauhin et de Jean Des Moulins. L'ouvrage décrit 2731 plantes, un nombre record pour l'époque, accompagnées d'une description et d'illustrations parfois recopiées de Mathias de l'Obel. On y reconnaît une érudition profonde.
Daléchamps avait chargé Desmoulins de l’édition de ses notes et on ne sait pas trop la responsabilité de l’un ou de l’autre. Gaspard Bauhin en publia, en 1601, une critique assez virulente.
Il publie, en 1570, sa Chirurgie françoise, également à Lyon et traduit, en 1572, l’œuvre de Galien (Administrations anatomiques de Claude Galien, traduictes fidèlement du grec en françois par M. Jaques Dalechamps, … corrigées en infinis passages avec extrême diligence du traducteur). Il traduit également d’autres auteurs classiques comme Pline l'Ancien. Il a contribué, plus que beaucoup d'autres du XVIe siècle, à faire progresser les sciences et à vulgariser les œuvres de l’antiquité. Il a aussi effectué des traductions françaises de Paul d'Égine.
Charles Plumier lui a dédié le genre Dalechampia de la famille des Euphorbiaceae.

L'Urosperme de Daléchamps (Urospermum dalechampii) est une autre plante qui lui est dédiée.

## Publications
- Historia generalis plantarum. Lyon, chez Guil. Roville, 1586. Première édition contient deux errata, l’index en latin, français, grec, arabe, italien, espagnol, allemand, flamand, bohémien et anglais. Ouvrage traduit par Jean Des Moulins, 1615, ouvrage où sont rassemblées toutes les connaissances que l'on possédait alors en botanique, mais dont malheureusement il ne put faire par lui-même la publication, ce qui donna selon une source du XIXe siècle (Dictionnaire Bouillet) lieu à bien des fautes.
- une édition d'Athénée, avec traduction latine et commentaires, 1598
- Chirurgie Françoise. Avec plusieurs figures des Instrumens nécessaires pour l’operation manuelle: et depuis augmentee d’autres annotations sur tous les chapitres. Ensemble de quelques traictez des operations de chirurgie, facilitees & esclaircies par M. Jean Girault, Chirurgien Juré, fort celebre à Paris: avec les figures des instruments de Chirurgie. Paris, Olivier de Varennes, 1610. La Chirurgie française de Dalechamps est un ouvrage très rare.
- Histoire générale des Plantes contenant VIII livres également departis en deux tomes : Sortie latine de la Bibliothèque de Me Jacques Dalechamps puis faite par Françoise par Me Jean des Moulins, mèdecins très-fameux de leur siècle, où sont pourtraités et descrites infinies plantes par les noms propres de diverses Nations, leurs espèces, forme, origine, saison, temperament naturel et vertus convenables à la medecine, avec un indice contenu au commencement du second, tome très utile et très nécessaire pour monstrer les proprietez des Simples, et donner guérison à toutes les parties du corps humain. Ensemble les tables des noms en diverses langues.  Lyon, Guillaume Rouillé, 1615. Première édition française. Elle a été traduite du latin en français par Jean de Moulins.